# Milan Baroš
Milan Baroš (født 28. oktober 1981 i Valašské Meziříčí, Tjekkoslovakiet) er en tjekkisk fodboldspiller, der spiller som angriber hos Baník Ostrava. Han har en karriere bag sig i europæiske storklubber som Liverpool F.C., Aston Villa og Olympique Lyon. Han har i en årrække desuden med succes optrådt for Tjekkiets landshold, med hvem han blandt andet blev topscorer ved EM i 2004 i Portugal.

## Klubkarriere
Baroš startede sin seniorkarriere i sit hjemland hos klubben Baník Ostrava, hvor han spillede sine første tre år. Præstationerne i hjemlandet førte til et drømmeskifte til Premier League, hvor han i 2002 skrev kontrakt med Liverpool F.C.

### Liverpool F.C.
Baroš scorede to mål i sin Premier League-debut for Liverpool mod Bolton Wanderers, og scorede i sæsonen 2002-03 tolv mål for klubben. Den følgende sæson fik han dog ødelagt af en brækket ankel, der satte ham ud af spillet i seks måneder. I 2005 spillede han en væsentlig rolle i klubbens Champions League-triumf, der endte med en finalesejr over AC Milan. Kort inde i sæsonen 2005-06 valgte Liverpools spanske manager Rafael Benitez dog at sælge ham.

### Aston Villa
Baroš blev købt af Birmingham-klubben Aston Villa for 6,5 millioner britiske pund, og også her scorede han i sin debutkamp, en sejr over Blackburn Rovers. Han scorede otte mål i 25 kampe i Premier League i sæsonen. Igen blev Baroš karriere dog bremset af skader, og efteråret 2006 blev præget af meget lidt spilletid. Derfor blev han i transfervinduet i januar 2007 solgt videre til fransk fodbold, hvor han skrev kontrakt med Ligue 1-klubben Olympique Lyon.

### Olympique Lyon
Baroš debuterede for Lyon den 24. januar 2007 i et opgør mod rivalerne Girondins Bordeaux. Selvom han var med til at gøre klubben til fransk mester i 2007 var hans ophold i Frankrig mere præget af en fartdom samt en sag om racisme i forbindelse med en kamp mod FC Rennes. Lyon besluttede i januar 2008 at sende Baroš tilbage til England på lejebasis, hvor han skulle spille for Portsmouth F.C. i Premier League.

### Portsmouth F.C.
Baroš spillede det efterfølgende halve år hos Portsmouth og var med til at sikre klubben triumf i FA Cuppen, med finalesejr over Cardiff City F.C. Han scorede dog ikke et eneste mål under hans ophold i klubben, og Portsmouth besluttede sig derfor for ikke at lave en permanent aftale med Baroš, og han returnerede derfor til Frankrig og Lyon.

### Galatasaray
Baroš blev i august 2008 solgt til den tyrkiske storklub Galatasaray SK for en pris på 5,5 millioner euro. Handlen viste sig som en succes, og Baroš står noteret for 48 scoringer i 93 kampe for Istanbul-klubben.

### Tilbage til Baník Ostrava
Den 18. februar 2013 meddelte Baník Ostrava, at Baroš var vendt tilbage til den klub, han startede senior karrieren hos. Han fik sin debut den 23. februar 2013 imod SK Dynamo České Budějovice. 

### Antalyaspor
Den 11. juli 2013 vendte Baroš tilbage til Tyrkiet og tyrkisk bold. Han indgik en et-årig lang aftale med Antalyaspor.

## Landshold
Baroš nåede i sin tid som landsholdsspiller (2001-2012) at spille 93 kampe og score 41 mål for Tjekkiets landshold, som han debuterede for den 25. april 2001 i et opgør mod Belgien. Efterfølgende blev han udtaget til den tjekkiske trup til EM i 2004 i Portugal, hvor han fik sit helt store gennembrud. Med fem scoringer, heraf to i kvartfinalesejren over Danmark, blev han turneringens topscorer, selvom tjekkerne måtte se sig besejret i semifinalen mod Grækenland. 
Efterfølgende har Baroš også været med til VM i 2006 i Tyskland samt EM i 2008 i Østrig og Schweiz. Angriberen stoppede på landsholdet efter EM 2012, hvor han ikke formåede at komme på måltavlen.

## Titler
Champions League
- 2005 med Liverpool F.C.

Ligue 1
- 2007 med Olympique Lyon

FA Cup
- 2008 med Portsmouth F.C.